# Eirian Williams

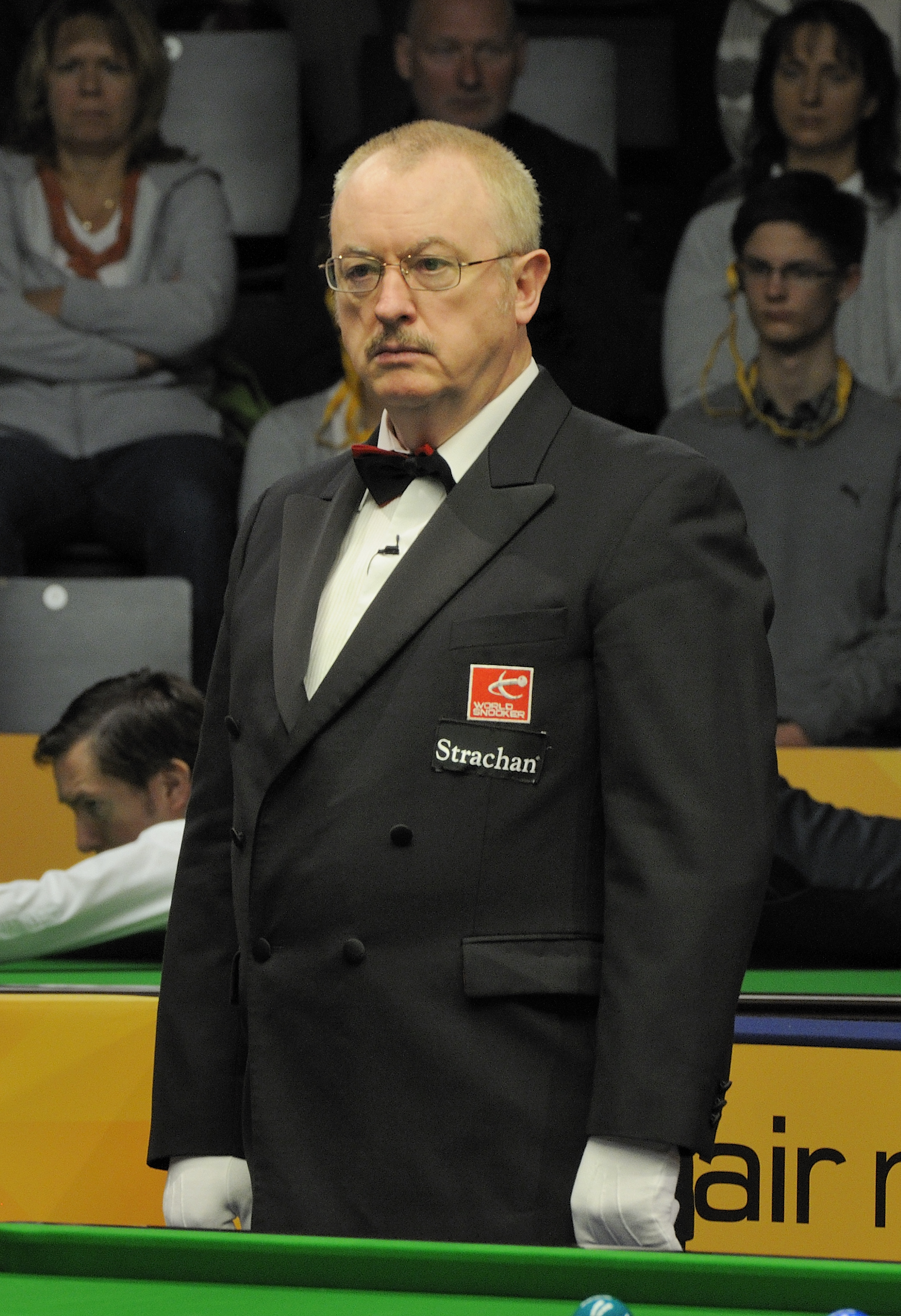
Eirian Williams beim German Masters 2013

Eirian Williams (* 3. September 1955 in Carmarthen) ist ein ehemaliger walisischer Snookerschiedsrichter.

## Leben
Vor seiner Karriere als Schiedsrichter war Williams achtzehn Jahre lang Polizist im walisischen Llanelli. Seine erste Lizenz als Snookerschiedsrichter – damals noch für den Amateurbereich (Klasse C) – bekam er 1981. Zehn Jahre später hatte er die höchste Lizenz erhalten und wurde beim Grand Prix 1991 erstmals in der Partie zwischen Stuart Swinburn und Doug French eingesetzt. 
Das erste von ihm geleitete Spiel, das im Fernsehen übertragen wurde, war Jimmy White gegen Billy Snaddon 1995. 1998 folgte sein erstes Finale bei einem Ranglistenturnier bei den Welsh Open. Im Laufe seiner weiteren Karriere wurde er bei fast allen großen Turnieren eingesetzt, darunter auch bei vier Finals der Snookerweltmeisterschaft. 
Im November 2014 gab er seinen Rücktritt als Profischiedsrichter bekannt.

### Finaleinsätze (Auswahl)
- Snookerweltmeisterschaft (2001, 2005, 2007, 2010)
- UK Championship (2001, 2007, 2009, 2011)
- Masters (2006, 2011)
- Grand Prix (2006, 2008)